# Михельсон, Иван Иванович
Ива́н Ива́нович Михельсо́н (нем. Johann von Michelsohnen, 3 [14] мая 1740, Ревель — 5 [17] августа 1807, Бухарест) — военачальник балтийско-немецкого происхождения, генерал от кавалерии в Русской императорской армии, известный прежде всего подавлением восстания Пугачёва. Устроитель усадьбы Полибино.

## Биография
Происходил из эстляндских немцев, по вероисповеданию лютеранин. Родился 3 (14) мая 1740 года в Ревеле.

#### Начало службы
В службу записан в 1754 году в Измайловский лейб-гвардии полк; 3 февраля 1755 года был произведён в офицеры и назначен в 3-й мушкетёрский полк, которым командовал полковник Бибиков. Полк участвовал в Семилетней войне — был в сражениях при Цорндорфе и Кунерсдорфе, много раз ранен, спасён от смерти личным попечением Бибикова. В 1760 году в чине капитана уволен в отставку для излечения ран. По выздоровлении около года командовал 3-м батальоном Казанского пехотного полка, а в 1761 году назначен командиром батальона в Новгородский пехотный полк находившийся при осаде Кольберга. В 1763 году переведён в Астраханский гренадерский полк, а в 1769 году — в Астраханский карабинерный полк.

#### Русско-турецкая война 1768—1774 гг. и борьба с Барскими конфедератами в 1770—1772 гг.
В начале турецкой кампании 1770 года секунд-майор Михельсон командовал эскадроном в составе Астраханского карабинерного полка. В сражении при Ларге во главе своего эскадрона первым ворвался в неприятельский лагерь, захватив 8 пушек, причём ранен был пулею в руку навылет. Был также в сражении при Кагуле.
Произведённый за Ларгу в премьер-майоры, Михельсон был назначен в Каргопольский карабинерный полк, также действовавший в составе отдельного корпуса генерал-поручика Веймарна в Малой Польше против барских конфедератов. Тут он не только отличился личной храбростью при разбитии под Радомом отряда Казимира Пулавского, но и особой распорядительностью при осаде Краковского замка под командованием А. В. Суворова. В автобиографии Генералиссимус, в частности, писал:
Майор Михельсон более всех, по его искусству, отряжаем был противу мятежников в поле, и от успехов его получил себе великую славу.
За боевые подвиги 24 апреля 1772 года Михельсон повышен в чине до подполковника, а позднее переведён в Санкт-Петербургский карабинерный полк, также действовавший в составе корпуса Бибикова в Польше.

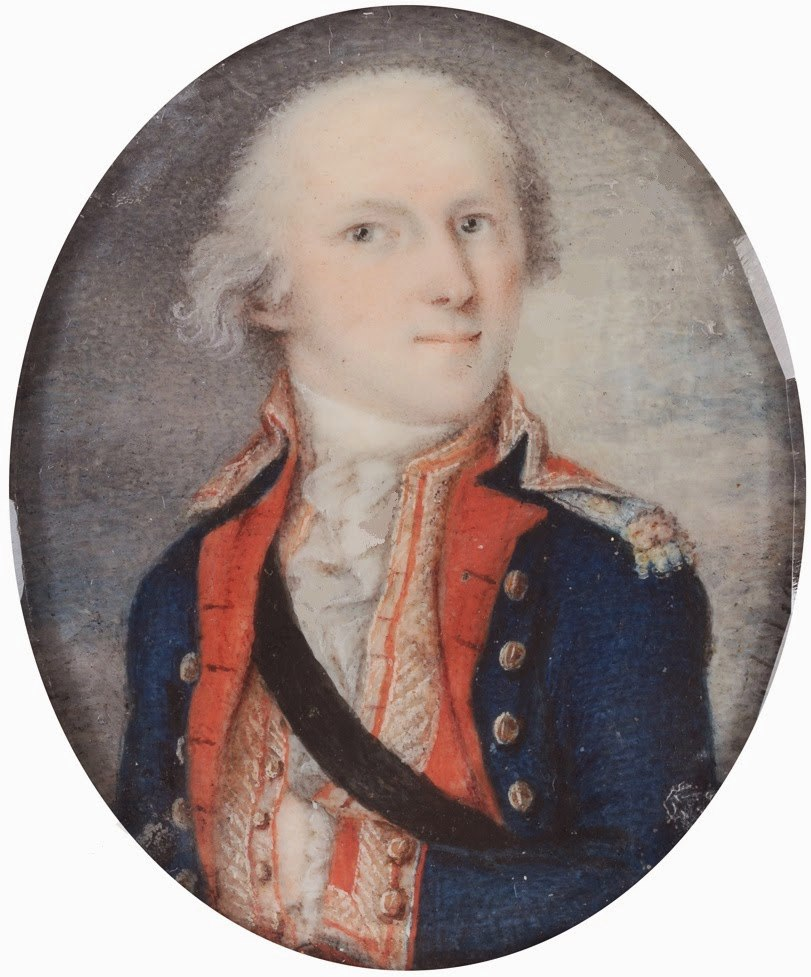
Портрет работы Строли, 1798 г.

#### Восстание Пугачёва
В декабре 1773 года Михельсон был назначен с полком в войска, отправленные против Пугачёва под командованием всё того же генерал-поручика Бибикова. Полк прибыл в Казань 2 марта 1774 года, а 18 марта Михельсону был поручен отдельный отряд. Вскоре после его прибытия дела на территории, охваченной крестьянской войной под предводительством Пугачёва, приняли другой оборот благодаря выдающейся отваге и полководческому таланту Михельсона, особенно неутомимости его в преследовании повстанцев, которых он разбивал при каждой встрече. Победой над войском Пугачёва, стоявшего под казанским Кремлем, куда укрылись остатки жителей разорённого города, Михельсон нанёс решительный удар Пугачёву, а затем, переправившись вслед за ним на правый берег Волги, продолжал преследование его людей, и в 25 верстах от Чёрного Яра в 100 км от Царицына у Солениковой ватаги 5 сентября 1774 года нанёс им окончательное поражение. С этого времени имя Михельсона приобретает громкую известность.
За заслуги в разгроме пугачёвского восстания получил от Екатерины II имение в Витебской губернии, золотую шпагу, украшенную бриллиантами, позднее получил чин полковника Санкт-Петербургского карабинерного полка. В рескрипте от 16 сентября 1774 года государыня писала Михельсону:
Господин полковкник Михельсон, неутомленные ваши труды в преследовании государственного злодея, усердие ваше и храбрость, с которой вы сего изверга многократно поражали, всякой похвалы достойны; вы мне и государству не только знаменитейшие заслуги тем самым показали, но и роду человеческому, избавляя оный от лютейшего тиранства. Сия ваша служба без знатного награждения не может впредь оставаться; но на первый случай посылаю к вам, военному человеку, необходимую вещь — шпагу; алмазы на ней изображают отличные ваши заслуги. Продолжайте как начали. Бог да поможет вам, а я навсегда остаюсь к вам доброжелательна.

#### Дальнейшая служба
12 февраля 1775 года получил орден Св. Георгия III класса:
7-го июля 770 года при реке Ларге с эскадроном своим въехал в турецкий ретраншамент и получил там тяжелую рану, а потом в Польше при разбитии близ Варшавы и в других местах тамошних возмутителей и их маршалков, равно и при отбитие при м. Славинах от сделанной из Тенецкаго замка сильной вылазки отнятых уже у нашего пикета 2-х пушек.
В 1775 году был назначен вице-полковником кирасирского Военного ордена Святого Великомученика и Победоносца Георгия полка. В 1778 году произведён в генерал-майоры и награждён орденом Св. Александра Невского, с 1781 — премьер-майор и командир лейб-гвардии Конного полка, с 1786 — генерал-поручик.
Во время шведской войны 1788—1789 гг. Михельсон командовал корпусом в армии генерала Мусина-Пушкина. В 1797 году — генерал от кавалерии.
В 1801 году новороссийский военный губернатор. Сохранились его замечания к Записке муфтия крымских татар Сеита Мегмета эфенди «О подтверждении преимуществ, дарованных крымским обывателям и духовенству».
В 1803 году был назначен белорусским военным губернатором, управляющим по гражданской части в Витебской и Могилёвской губерниях. В 1805 году ему вверили начальство над войсками, собранными на западной границе, а в 1806 — начальство над Молдавской армией, предназначенной для действий против турок. За исправное управление тогда же был награждён орденом Св. Андрея Первозванного. Заняв с Молдавской армией дунайские земли, Михельсон 5 (17) августа 1807 года, за неделю до заключения первого перемирия с Турцией, умер в Бухаресте.
Согласно исследованиям специалистов по истории масонства, состоял в масонских ложах.
По завещанию Михельсона, его забальзамированное тело было перевезено в пожалованное ему Екатериной II после разгрома Пугачёва и обустроенное им село Иваново близ города Невель Витебской губернии (ныне Псковская область России), и похоронено в построенной им церкви Иоанна Предтечи. Могила была уничтожена после Октябрьской революции.

## Награды
- Орден Святого Георгия 3-й степени (12 февраля 1775)
- Орден Святого Александра Невского (22 сентября 1778)
- Орден Святого Андрея Первозванного (17 февраля 1806)
- Орден Святого Станислава (Речь Посполитая)[13]

## Упоминания в культуре
- Упоминается в повести Пушкина «Капитанская дочка»
- Является действующим лицом советского фильма «Капитанская дочка», причём допущен ряд анахронизмов[14].
- Является одним из персонажей фильма «Емельян Пугачёв» (в роли Михельсона Вилнис Бекерис)

## Семья
Жена — дочь Ивана Михайловича Ребиндера Шарлотта (1764—1835). Их дети:
- Елена Ивановна (1780?—1819), фрейлина; в 38 лет вышла замуж за вдовца, барона Петра Карловича Розена и умерла во время родов.
- Григорий Иванович Михельсон (1791—1817)
- Елизавета Ивановна

Шарлотта Ивановна, разойдясь с мужем, поселилась в селе Палибино (возле Невеля), «где вела жизнь вначале весьма расточительную, но потом скромную. Когда Палибино было взято за долги Опекунским Советом Шарлотта Ивановна переехала в сельцо Изерковище Велижского уезда и умерла почти в нищете в конце 30 годов».